# 吴小毅
吴小毅，中国人民解放军少将、驻外武官。

## 生平
吴小毅毕业于广西宾阳中学。他曾先后担任总参谋部外事办公室亚洲局副局长、局长。2005年8月，时任亚洲局副局长的吴小毅作为团长率中国人民解放军中青年军官访日研修团访日。
2013年至2015年，担任中国驻坦桑尼亚首席军事专家，期间由大校升为少将。2016年时，任中央军委国际军事合作办公室专员兼国防部处理日本遗弃化学武器办公室主任。2018年至2022年7月，任驻泰国国防兼海、空军武官（少将衔）。